# Paul Capdeville
Paul Gerard Capdeville Castro (Santiago, 2 de Abril de 1983) é um tenista profissional chileno, seu melhor ranking é de N. 76, em simples, representa a Equipe Chilena de Copa Davis.
Encerrou o ano de 2011 como o número 131 do mundo.

## Honras
Duplas
- 2007 Movistar Open, Chile com Óscar Hernández